# Пустовойтова, Анна Теофиловна
Анна Теофиловна Пустовойтова (или Анна Генрика Пустовойтовна; 3 (15) июля 1838, Люблинская губерния — 2 мая 1881, Париж) — польская революционерка, дочь русского генерала Трофима (Теофила) Павловича Пустовойтова и польской дворянки Марианны из дома Коссаковских, герба Слеповрон. 
Вначале училась в Люблине, затем в женской школе в Варшаве, после вместе с сестрой окончила Пулавский институт благородных девиц. После окончания школы жила в Люблине, активно участвуя во многих религиозных и патриотических мероприятиях. В 1861 году за участие в одной из демонстраций была приговорена к тюремному заключению.
Её имя появилось в полицейских документах после антиправительственных манифестаций осенью 1861 года в Житомире, где временно проживали родители. 
Наиболее известна своим участием в Польском восстании 1863 — 1864 годов, когда, переодевшись мужчиной и взяв себе имя Михаил Смок, она сражалась под началом Мариана Лангевича.
После пленения 26 ноября 1863 года была сослана в Вологодскую губернию, но в 1867 году амнистирована. 
После освобождения эмигрировала сначала в Прагу, затем в Швейцарию; в 1870 году переехала в Париж, где принимала активное участие во франко-прусской войне и Парижской коммуне как военная медсестра, в том числе сражаясь на баррикадах; за участие во франко-прусской войне была награждена Крестом «За заслуги». После подавления Парижской коммуны была арестована, но затем была освобождена благодаря вмешательству международного «Красного Креста». В Париже жила до конца жизни, умерла во сне от сердечного приступа.